# Rio do Salto (distrito)
Rio do Salto é um distrito do município brasileiro de Cascavel, no interior do estado do Paraná.
Fundado por João Wenceslau Scheffer. Em 1943. Chegou com a esposa Honorina Luiza Raupp Scheffer e seus 10 filhos. Vindo de Pouso Redondo SC. 